# Mukke aus der Unterschicht 3
Mukke aus der Unterschicht 3 ist ein Streetalbum des Rappers Bizzy Montana. Es erschien am 24. Juli 2009 über das Label ersguterjunge. Der Tonträger ist der dritte Teil der bisherigen Mukke aus der Unterschicht-Reihe.

## Titelliste
1. Intro
2. Wir sind Helden (feat. Chakuza)
3. Over
4. Alleine gegen die Welt (feat. Ava)
5. Ich kann nicht schlafen
6. Jugendschutzgesetz
7. Prototypproleten (feat. RAF Camora)
8. Hoffnungslos
9. Alle guten Dinge sind 3 (feat. CashMo)
10. Hilferuf
11. Izzokay
12. Leb wohl
13. Unterwegs
14. Frei
15. Der Tag, an dem die Erde stillsteht (feat. Sonnik Boom)
16. Zeitlupe
17. Wir bleiben hier (feat. D-Bo)
18. Outro

## Covergestaltung
Das Cover des Albums zeigt eine große, türkisblaue Drei, welche für den Abschluss der Trilogie der Mukke aus der Unterschicht-Serie steht. Darüber prangt der Schriftzug Bizzy Montana. Im unteren Bildbereich befindet sich der Albumtitel in Kursivschrift. Das Cover ist allgemein in den Farben schwarz, blau und weiß gestaltet und schließt sich vom Aufbau den beiden Vorgängeralben an.

## Gastbeiträge
Auf Mukke aus der Unterschicht 3 befinden sich insgesamt sechs Gastbeiträge. So ist der Linzer Rapper Chakuza, mit dem Bizzy Montana 2006 zusammen das Album Blackout veröffentlichte, beim Song Wir sind Helden vertreten. In Alleine gegen die Welt besitzt die Sängerin Ava im Refrain einen Gesangspart. RAF Camora ist als Gast auf dem Song Prototypproleten mit dabei. Der Aachener Rapper CashMo besitzt auf Alle guten Dinge sind 3 einen Gastpart. Auf Der Tag, an dem die Erde stillsteht wird Bizzy Montana von Sonnik Boom unterstützt. Zuletzt ist D-Bo auf dem Song Wir bleiben hier vertreten.

## Produzenten
Bizzy Montana produzierte den Großteil des Albums selbst. Daneben produzierte das Produzentenduo Beatlefield die beiden Beats zum Intro sowie zu Wir sind Helden. Außerdem trat Imran Abbas als Produzent des Songs Alle guten Dinge sind 3 in Erscheinung.

## Rezeption
rappers.in bewertete das Album mit fünf von möglichen sechs Mics:

„Festzuhalten bleibt, dass "Mukke aus der Unterschicht 3" ein würdiger, stringenter Abschluss der Trilogie ist. Es ist ein sorgfältiges, durchdachtes Album mit eigenem Stil und einer unverkrampften Authentizität, wie sie selten geworden ist. Langweilig vor allem für jene, deren Erfahrungshorizont ein gänzlich anderer ist oder die nicht gewillt sind, sich ganz auf dieses Album einzulassen. Letzteres ist, das muss man konstatieren, auch dieses Mal keine einfache Aufgabe. Dazu ist Bizzy Montana stilistisch zu konsequent. Welches der drei "M.a.d.U."-Alben schlussendlich am besten ist, bleibt an diesen Stellen mal dahingestellt. Zusammengenommen gehören sie jedoch definitiv zum Bemerkenswertesten, was Deutschrap in den letzten Jahren hervorgebracht hat.“

„Im Prinzip ist auf „Mukke aus der Unterschicht 3“ alles dabei. Es gibt interessante Themen und ein paar erstklassige Beats, allenfalls die Hooklines erreichen nur selten die Eingängigkeit des Labelkollegen Bushido. Damit lassen sich die Charts kaum aufrollen, aber das will Bizzy Montana auch gar nicht, wenn man ihm Glauben schenken will. Ihm geht es um mehr – und das präsentiert der Rapper in aller Ausführlichkeit. Dabei wäre weniger wohl mehr gewesen, denn mit 18 Tracks (inkl. Intro und Outro) und 68 Minuten Spielzeit ist das Album unterm Strich zu lang ausgefallen, um durchgängig zu fesseln. Sei’s drum. Bizzy Montana lässt seine Mukke aus der Unterschicht nun erst mal ruhen und widmet sich neuen Zielen. Wenn er seinen Arbeitsrhythmus dabei beibehält, werden wir nicht lange warten müssen, um zu erfahren, wie es weitergeht.“

## Chartplatzierungen
Mukke aus der Unterschicht 3 platzierte sich auf dem 45. Platz der deutschen Albencharts.
| ChartsChartplatzierungen | Höchstplatzierung | Wochen |
| ------------------------ | ----------------- | ------ |
| Deutschland (GfK)        | 45 (1 Wo.)        | 1      |